# NGC 218
NGC 218 è una vasta e lontana galassia a spirale situata nella costellazione di Andromeda.

## Descrizione
La galassia presenta una larga riga a 21 cm dell'idrogeno neutro.

## Scoperta
NGC 218 è stata scoperta il 17 ottobre 1876 dall'astronomo francese Édouard Stephan.
A causa di un errore nella trascrizione delle coordinate, inizialmente la galassia è stata identificata con PGC 2493; l'errore stato successivamente corretto, ma compare ancora su NGC/IC Project, su Simbad e su Wikisky. La designazione corretta di NGC 218 nel Catalogue of Principal Galaxies è PGC 2720.

## Galassie interagenti
La distanza della galassia PGC 2726 stimata in 160,02 megaparsec è pressoché la stessa di NGC 218. Considerando inoltre la deformazione visibile nelle immagini ottenute dall'indagine SDSS, le due galassie costituiscono una coppia galassie interagenti e per questo sono inserite nel catalogo Vorontsov-Vel'yaminov Interacting Galaxies con il codice VV 527.